# Doris Rauscher

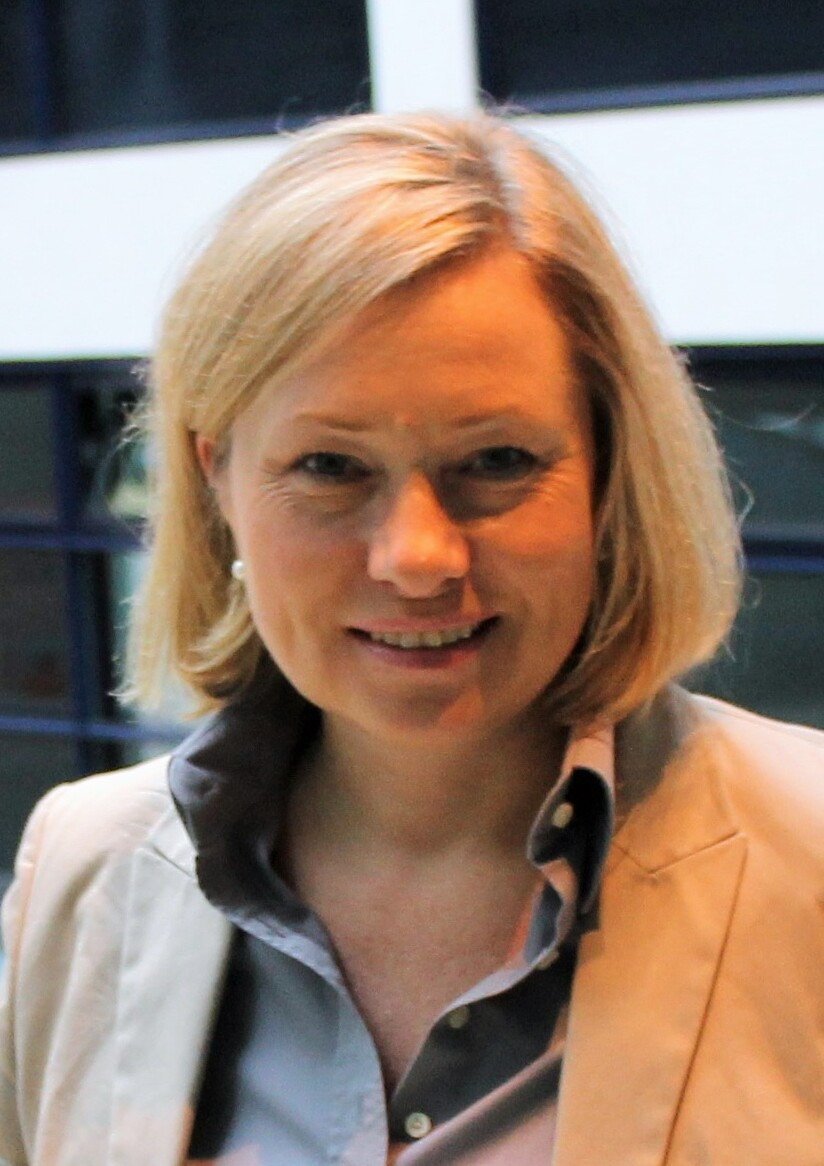
Doris Rauscher (2014)

Doris Rauscher (* 16. Januar 1967 in Steinhöring, Landkreis Ebersberg) ist eine deutsche Politikerin (SPD) und Erzieherin. Sie gehört seit der Landtagswahl 2013 dem Bayerischen Landtag an und ist seit 2016 sozialpolitische Sprecherin der bayerischen SPD-Landtagsfraktion. Seit der Landtagswahl in Bayern 2018 ist sie Vorsitzende des Ausschusses für Arbeit und Soziales, Jugend und Familie.

## Leben
Rauscher wuchs in Ebersberg auf. Sie schloss eine Ausbildung als Erzieherin ab, absolvierte ihre Fachhochschulreife und war zunächst in Kindertageseinrichtungen tätig. Es folgte eine Weiterbildung zur Sozial- und Gesundheitsfachwirtin. Bis zu ihrer Wahl 2013 war sie pädagogische Leiterin von 28 Kindertageseinrichtungen des Paritätischen Wohlfahrtsverbandes in München. Sie lebt in Ebersberg und ist Mutter von zwei Kindern.
Gemeinsam mit einer Frauengruppe gründete sie einen familienpolitischen Arbeitskreis in Poing, brachte sich im örtlichen Familienzentrum ein und rief eine Initiative zur Schaffung von Kindergartenplätzen ins Leben. Ab 1996 war sie Gründungs- und Vorstandsmitglied des Vereins „Kinderland Poing“, der heute in Poing, Ebersberg und anderen Kommunen mehrere Kinderhäuser betreibt. Als Vereinsvertreterin engagierte sie sich einige Jahre im Landesbeirat des Paritätischen Wohlfahrtsverbands. Außerdem ist sie Mitglied bei der Kreisverkehrswacht Ebersberg, dem Christophorus Hospiz-Verein im Landkreis Ebersberg, dem Kinderschutzbund Kreisverband Ebersberg, dem Bund Naturschutz, der Kath. Frauenbewegung Ebersberg und dem Verein Gegen Vergessen – für Demokratie e. V. und weitere mehr. Seit ihrer Abgeordnetentätigkeit ist sie auch Einzelmitglied im Diözesanrat der Katholiken der Erzdiözese München und Freising und Mitglied des Dekanatsrats. 2017 wurde sie zudem als Kreisvorsitzende des Sozialverband VdK im Landkreis Ebersberg gewählt und hat die Schirmherrschaft für die Parkinson-Selbsthilfegruppe Ebersberg inne.

## Politik in der SPD
Seit 2002 ist Doris Rauscher kommunalpolitisch bei der SPD in Ebersberg tätig und wurde erstmals als Stadträtin von Ebersberg gewählt. Dieses Amt übt sie bis heute aus. Seit 2003 ist sie Mitglied der Sozialdemokratischen Partei (SPD). Sie gehört dem Vorstand des Ortsvereins Ebersberg an. Seit 2006 ist sie im Kreisverband der SPD in Landkreis Ebersberg und seit 2013 auch stellvertretende Kreisvorsitzende. Seitdem ist sie auch als Kreisrätin im Kreistag Ebersberg und als stellvertretende Bezirksvorsitzende der SPD Oberbayern aktiv. Ihr Schwerpunkt liegt bei der Familien- und Sozialpolitik. Rauscher setzt sich unter anderem für Kitaplätze, eine Qualitätsoffensive in der frühkindlichen Bildung und Unterstützungen für Familien und bezahlbaren Wohnraum ein.

## Abgeordnetentätigkeit
Bei der bayerischen Landtagswahl vom 15. September 2013 wurde sie erstmals in den Landtag gewählt. Sie erreichte als Direktkandidatin im Stimmkreis Ebersberg 21,9 Prozent. Im 17. Bayerischen Landtag war sie zunächst Mitglied in den Ausschüssen für Arbeit und Soziales, Jugend Familie und Integration und für Gesundheit und Pflege sowie stellvertretende Vorsitzende der Kinderkommission des Bayerischen Landtags. In dieser Zeit vertrat sie die SPD-Landtagsfraktion in den Themenbereichen Kinder und Familie, Senioren und Pflege. 2016 wurde sie Vorsitzende des Arbeitskreises für Arbeit, Soziales und Familie sowie sozialpolitische Sprecherin der SPD-Landtagsfraktion sowie stellvertretende Vorsitzende des Ausschusses für Arbeit und Soziales, Jugend, Familie und Integration und legte damit die Mitgliedschaft im Gesundheitsausschuss nieder.
Zur bayerischen Landtagswahl vom 14. Oktober 2018 trat sie erneut als Direktkandidatin für den Stimmkreis Ebersberg an und stand auf der SPD Liste für den Wahlkreis Oberbayern auf Platz 3. Bei der Wahl erreichte sie Platz 3 des Wahlkreises Oberbayern und zog so erneut in den Bayerischen Landtag ein. In dieser Legislaturperiode übernahm sie den Vorsitz des Ausschusses für Arbeit und Soziales, Jugend und Familie und wurde für ihre Fraktion erneut als sozial- und familienpolitische Sprecherin ernannt.
Bei der Landtagswahl 2023 zog Rauscher erneut in den Landtag ein.

## Auszeichnungen
- 2022: Bayerischer Verdienstorden[10]